# متلازمة لارسن
متلازمة لارسن، هي اضطراب خلقي اكتشفه لارسن وزملاؤه في عام 1950 عندما لاحظوا معاناة بعض مرضاهم من خلوع في المفاصل الكبيرة للجسم مترافقة مع تشوهات في الوجه. يعاني المرضى المصابون بمتلازمة لارسن عادةً من مجموعة متنوعة من الأعراض، بما في ذلك: الخلع الخلقي للركبتين وخلع الوركين والمرفقين ومظهر الوجه المسطح والجبهة البارزة وانخفاض الجسر الأنفي. قد تسبب متلازمة لارسن أيضًا مجموعة متنوعة من أمراض القلب والأوعية الدموية والتشوهات العظمية. يحدث هذا الاضطراب النادر بسبب خلل في المورثة التي ترمز بروتين الفيلامين ب، وهو بروتين سيتوبلازمي مهم في تنظيم بنية الهيكل الخلوي وعمله. تقع المورثة المسببة لظهور متلازمة لارسن في المنطقة الكروموسومية 3p21.1-14.1، وهي منطقة تحتوي على جين الكولاجين البشري من النوع السابع. وُصِفَت متلازمة لارسن مؤخرًا بأنها اضطراب في اللحمة المتوسطة يؤثر على النسيج الضام للفرد. سُجِّلَت أشكال سائدة ومتنحية للاضطراب، ولكن كانت معظم الحالات سائدة. سجلت التقارير شيوع المتلازمة في المجتمعات الغربية بمعدل حالة واحدة لكل 100000 ولادة. قد يكون عدد الحالات هذا أقل من الواقع بسبب عدم تشخيص المتلازمة أو تشخيصها بشكل خاطئ

## العلامات والأعراض

### الأعراض الشائعة

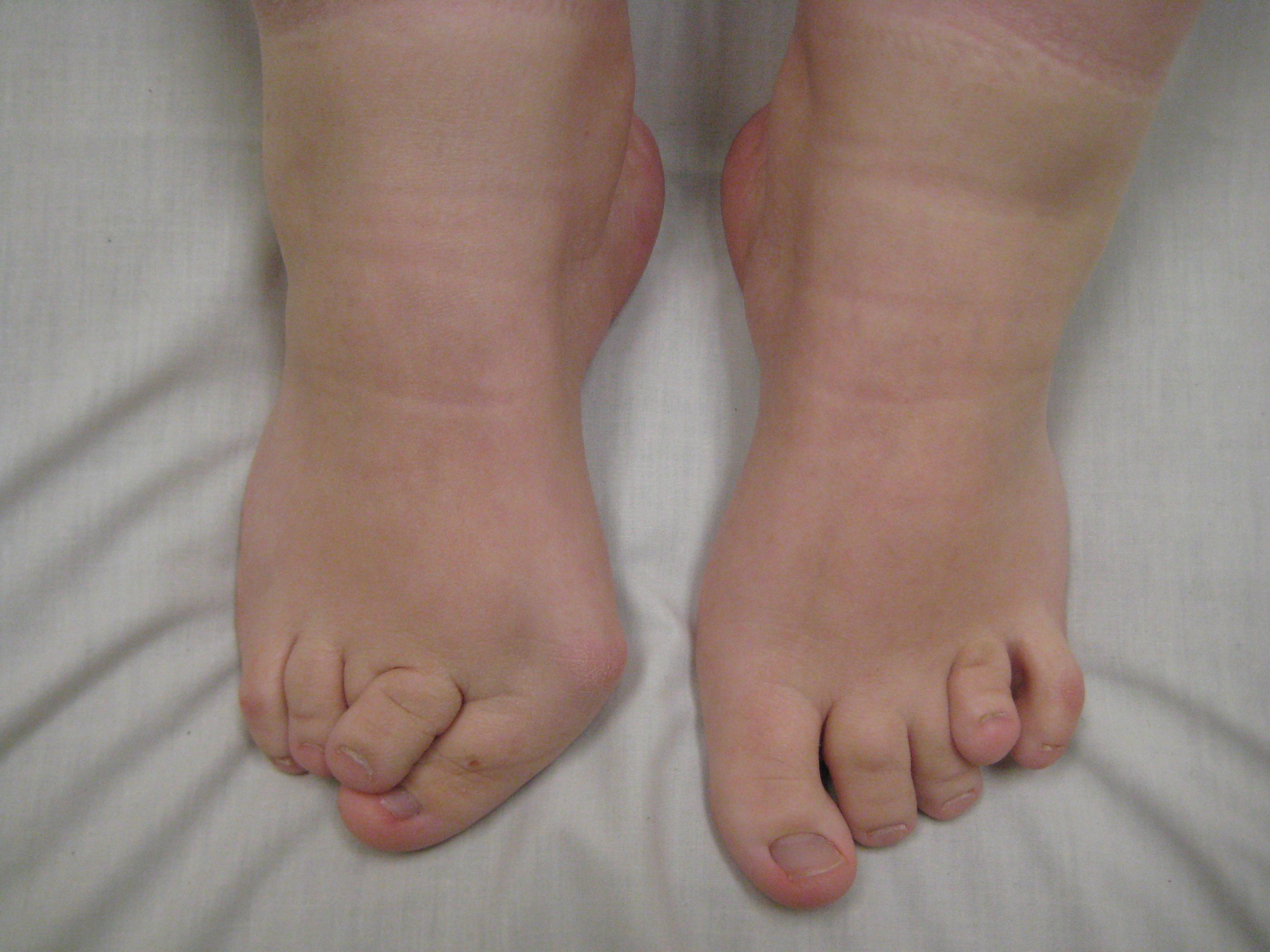
قدم الشخص المصاب بمتلازمة لارسن: لاحظ صغر الحجم وتشوهات المفاصل.

ترتبط الأعراض بالعيوب التي تحدث في النسيج الضام:
- الخلع الخلقي الأمامي للركبتين.
- خلع الوركين والكتفين.
- مظهر وجه مسطح.
- جبين بارز.
- جسر أنف منخفض.[2]
- حنف القدم.
- حداب رقبي.[4]

### التشوهات القلبية
- تشابه التشوهات القلبية الموجودة في متلازمة لارسن التشوهات الموجودة في متلازمة مارفان، وهي أيضًا عبارة عن اضطراب في النسيج الضام.
- تمدد الشريان الأبهري.
- الصمام الأبهري ثنائي الشرف.
- تضيق تحت أبهري.
- تدلي الصمام التاجي مع قصور التاجي.
- عيب الحاجز الأذيني.
- القناة الشريانية المفتوحة.[2]
- تدلي الصمام ثلاثي الشرفات.
- تسلخ الأبهر وأمهات الدم الأبهرية.
- أمهات دم في القناة الشريانية.[3]

### الأعراض المسجلة الأخرى
شوهدت هذه الأعراض في حالات نادرة من متلازمة لارسن:
- إعتام عدسة العين أو الساد.
- الحنك المشقوق.
- عظام رسغ زائدة.
- سوء إطباق الأسنان.
- صغر الأسنان ونقص الأسنان.
- عدم تكون كامل للشرج.
- رحم ذو قرنين.
- لسان مشطور.

## التشخيص
تبقى الموجات فوق الصوتية أحد الطرق الفعالة الوحيدة لتشخيص متلازمة لارسن قبل الولادة. يعتبر التشخيص قبل الولادة مهمًا للغاية، حيث يمكن أن يساعد العائلات في الاستعداد لوصول رضيع لديه احتياجات معينة. تستطيع الموجات فوق الصوتية أن تلتقط قبل الولادة صورًا لكل ما يلي: خلع المفاصل المتعددة والوضع غير الطبيعي للساقين والركبتين وجسر الأنف المنخفض والجبهة البارزة والقدم الحنفاء. ترتبط كل هذه الأعراض بمتلازمة لارسن، وبذلك يمكن استخدامها لتأكيد إصابة الجنين بهذا الاضطراب.

## التدبير والعلاج
يختلف علاج متلازمة لارسن باختلاف أعراض الفرد. يمكن إجراء بعض الجراحات العظمية لتصحيح عيوب المفاصل الخطيرة المرتبطة بمتلازمة لارسن. كذلك، يمكن استخدام الجراحة الترميمية لعلاج تشوهات الوجه. قد يكون الحداب الرقبي خطيرًا جدًا على الفرد، بسبب تأثيره على الفقرات الرقبية وبالتالي الحبل الشوكي. خضع بعض مرضى الحداب الرقبي لتثبيت المفصل الرقبي الخلفي، وكانت النتائج ناجحة. استُخدِم البروبرانولول لعلاج بعض العيوب القلبية المرتبطة بمتلازمة مارفان، ولذلك، اقتُرِح استخدام هذا الدواء لعلاج الاضطرابات القلبية المرتبطة بمتلازمة لارسن أيضًا.

## الإنذار
قد تكون بعض الاضطرابات والتشوهات المرتبطة بمتلازمة لارسن قاتلة إذا لم تُعالَج. مع ذلك،  يكون إنذار المرض جيد نسبيًا إذا خضع الفرد المصاب للجراحة العظمية المناسبة وللعلاج الفيزيائي والإجراءات الأخرى المستخدمة لعلاج الأعراض المرتبطة بمتلازمة لارسن.